# Molamba fasciatus
Molamba fasciatus is een keversoort uit de familie molmkogeltjes (Corylophidae). De wetenschappelijke naam van de soort werd in 1827 gepubliceerd door Thomas Say.